# Fairy Tail The Movie: Dragon Cry
Fairy Tail The Movie: Dragon Cry (劇場版フェアリーテイル -DRAGON CRY-?, Gekijō-ban Fearī Teiru -DRAGON CRY-) è un film d'animazione giapponese del 2017 e il secondo basato sulla serie manga Fairy Tail di Hiro Mashima. È diretto da Tatsuma Minamikawa con sceneggiatura di Shōji Yonemura, entrambi precedentemente coinvolti nella produzione della serie anime televisiva e del film Fairy Tail The Movie: Phoenix Priestess del 2012. Mashima stesso ha creato lo storyboard del film ed è stato produttore capo.
Ambientato tra il penultimo e l'ultimo arco narrativo di Fairy Tail Dragon Cry si concentra sui membri della gilda dei maghi che si infiltrano nel Regno di Stella per recuperare un bastone rubato di potere cataclismatico. Tetsuya Kakihara, Aya Hirano, Rie Kugimiya, Yūichi Nakamura, Sayaka Ōhara, Satomi Satō e Yui Horie riprendono tutti i loro ruoli dalla serie televisiva, con Makoto Furukawa, Aoi Yūki e Jiro Saito co-protagonisti nei panni dei nuovi personaggi disegnati da Mashima e Yūko Yamada. Il secondo film è uscito in Giappone il 6 maggio 2017. Ha ricevuto proiezioni cinematografiche limitate in tutto il mondo, con Funimation che ha distribuito il secondo film nelle sale nordamericane sia in formato giapponese che doppiato in inglese dal 14 al 19 agosto 2017.

## Trama
L'infido ex ministro di Fiore, Zash Caine, ruba il Dragon Cry, un bastone mistico scoperto nel cimitero dei draghi sotto la capitale Crocus. 
La famiglia reale di Fiore recluta Natsu Dragonil e la sua squadra dalla gilda di Fairy Tail per recuperare il bastone, che è intriso di potere magico in grado di annientare il regno avendo assorbito negli anni il potere dei draghi nel cimitero. I maghi inseguono Zash a Stella, il cui sovrano, Re Animus, intende usare il bastone per un rituale. Natsu avverte inavvertitamente Zash della loro presenza dopo aver toccato il bastone, che alla fine porta la sua squadra ad essere catturata dall'unità militare d'élite del regno, le Tre Stelle. La squadra fugge da Stella con l'aiuto della riluttante complice di Zash, Sonya, che è anche l'aiutante e amica d'infanzia di Animus. Sonya implora Fairy Tail di lasciare il bastone a Stella, avvertendo che il rituale di Animus potrebbe impedire a una potenziale catastrofe magica di distruggere il regno. Natsu rifiuta, percependo dal suo contatto con il bastone che contiene l'intento malvagio dei draghi che sono stati uccisi da Acnologia, ma con un nuovo attacco le Tre Stelle riprendono il bastone.
Fairy Tail ritorna a Stella per recuperare il bastone, sconfiggendo le Tre Stelle nel processo. Sonya tocca il bastone, confermando l'avvertimento di Natsu sulla sua vera natura, e si rifiuta di dare il bastone a Animus. Natsu e Happy arrivano e vedono Sonya che parla da sola, Animus si rivela essere un drago che si è sigillato all'interno del suo corpo per ingannare la morte, apparendole in sembianze umane per manipolarla, la ragazza, si ricorda che il re le appariva sempre quando era davanti a specchi e superfici riflettenti , come la stanza in cui si trovano . Incapace di fuggire dal corpo di Sonya da solo, Animus esegue il rituale per liberarsi usando la magia del bastone, ma emerge in una forma indebolita dopo che Zash ruba il bastone per se stesso, cercando vendetta contro Fiore per averlo esiliato e rivelando che ha sempre saputo della doppia personalità della ragazza, come sua subordinata e come re. L'ex ministro usa il bastone per attivare un esercito di soldati artificiali contro Fairy Tail e cerca di distruggere Fiore, ma viene ucciso dall'energia magica del bastone.
In una lotta per il bastone, Animus impala Natsu su uno dei suoi spuntoni e finisce di assorbire la magia del bastone, riacquistando tutta la sua forza. Natsu sopravvive alla sua ferita, con metà del suo corpo che assume l'aspetto di un drago, e attacca ferocemente Animus; il drago riconosce Natsu come E.N.D., il "distruttore di tutto", Natsu lo sconfigge, prima che Animus lo chiami col suo vero nome. Natsu è profondamente scosso dalla sua trasformazione al ritorno alla normalità, ma viene confortato da Lucy Heartphilia. Sonya distrugge il Dragon Cry, disattivando i soldati e facendo morire pacificamente Animus, ringraziandolo di essergli sempre stata accanto. Il bastone spezzato ritorna alla sua vera forma, un nastro, che vola via nella brezza.
In una scena post-credit, il nastro viene raccolto da Acnologia, che ricorda di aver ucciso un gruppo di draghi e ferito mortalmente Animus per aver attaccato Sonya durante la sua infanzia, un evento che ha portato Animus ad abitare il corpo della bambina (che perse il suo nastro e diventò il bastone); avendo perso la sua compassione per l'umanità, Acnologia distrugge il nastro. Zeref lo osserva da lontano insieme a Brandish e Invel, dichiarando che la sua battaglia con Natsu è imminente.

## Produzione
La produzione di un secondo film di Fairy Tail è stata annunciata per la prima volta nel Weekly Shōnen Magazine di Kodansha nel maggio 2015, con illustrazioni chiave e concettuali illustrate da Hiro Mashima che raffigurano il personaggio di Natsu Dragonil in una forma semi-draconica vista nel film finito. Mashima ha disegnato 193 pagine di storyboard per il film, ha creato schizzi approssimativi dei suoi personaggi e ha lavorato come produttore capo. Il titolo di Fairy Tail: Dragon Cry è stato rivelato il primo giorno di gennaio 2017. La campagna del film ha promosso il climax della serie manga Fairy Tail che ha concluso la sua corsa il 26 luglio 2017. La sigla del film è "What You Are" dei Polka Dots.

## Distribuzione
Il secondo film è uscito in Giappone il 6 maggio 2017, con un'uscita internazionale in sale selezionate prevista per lo stesso mese. Madman Entertainment ha annunciato l'intenzione di distribuire il film nelle sale cinematografiche australiane e neozelandesi. Anime Limited ha distribuito e distribuito il film il 17 maggio 2017 nel Regno Unito, con ulteriori proiezioni previste per il 19 maggio 2017. Gli spettatori che assistevano alla proiezione del film avevano ricevuto un libretto di storyboard di Hiro Mashima. Il distributore cinematografico del sud-est asiatico ODEX ha portato il film a Singapore l'8 giugno, in Indonesia, in Malaysia il 27 luglio e nelle Filippine. Il distributore tedesco KAZÉ Anime ha portato il film il 27 giugno e il 16 luglio 2017 nei cinema in Germania e Austria. Il film ha debuttato e si è classificato #10 al botteghino con 42.771 spettatori. Anime Central ha poi ospitato la premiere del film il 20 maggio 2017.
Il 14 luglio 2017, Funimation ha annunciato proiezioni cinematografiche limitate del secondo film in Nord America. Il secondo film è stato proiettato il 14 agosto 2017 in un formato solo sottotitolato negli Stati Uniti e in Canada, e il 16 e il 19 agosto in un formato doppiato negli Stati Uniti. Le proiezioni per il doppiaggio erano previste per il 17 agosto in Canada. 
Il secondo film è uscito in DVD e Blu-Ray in Giappone il 17 novembre 2017.
L'edizione doppiata in italiano è stata pubblicata su Prime Video il 30 novembre 2023.

## Accoglienza
Sarah Nelkin di Anime Now ha dato al film una recensione positiva, definendolo "un gioco divertente farcito con tutti gli elementi per cui Fairy Tail è noto che i fan possono apprezzare, dalle immagini alla musica ai personaggi". Tuttavia, non ha raccomandato il film per i nuovi arrivati nel franchise e ha criticato la brevità dello sviluppo del personaggio di Natsu, nonostante consideri la sua lotta con la sua identità "un'idea interessante". Rebecca Silverman di Anime News Network ha dato al film un punteggio complessivo "B", dicendo che "si costruisce bene fino all'arco finale della storia" e lodando la sua azione, umorismo ed efficacia emotiva, mentre critica il suo sottoutilizzo di personaggi come Lucy, Sonya, Gajeel e Levy. Silverman ha anche osservato che la trama del film "presuppone assolutamente che tu abbia familiarità con gli eventi successivi della storia", avvertendo che i fan sarebbero "leggermente confusi o molto viziati".